# Théorie de l'imprévision en droit français
Pour un article plus général, voir Théorie de l'imprévision.
La théorie de l'imprévision en droit français est une théorie juridique prévoyant que dans le cadre de l’exécution d’un contrat, une modification générale de l’équilibre de celui-ci dû à un changement de circonstances qui ne pouvait être prévu au moment de sa formation pourrait entraîner sa révision par le juge, à l’avantage de la partie lésée par le changement de circonstances.
Elle était traditionnellement rejetée par le juge judiciaire en application du principe de force obligatoire du contrat mais a été finalement intégrée au droit civil par la réforme du droit des contrats de 2016, tout en restant fortement dérogatoire et, en 2019, encore rarement mise en pratique, ce qui a changé avec la pandémie Covid-19 en 2020. Elle est en revanche continûment appliquée par le juge administratif depuis un arrêt de 1916.

## En droit administratif
En droit administratif, la théorie prévoit que, dans le cadre de l'exécution d'un contrat administratif, le cocontractant de l’administration pour lequel l’exécution serait rendue plus difficile à la suite d’un événement imprévisible et temporaire peut bénéficier d’une indemnisation partielle du préjudice qui lui a été causé. En revanche, il doit poursuivre l'exécution du contrat.

### Contenu de la théorie
La théorie de l'imprévision a été fixée dans l'arrêt « Compagnie générale d'éclairage de Bordeaux » du Conseil d'État du 30 mars 1916. Son fondement est l'intérêt général.
L'événement doit être étranger à la volonté des parties, contrairement au cas envisagé par la théorie du fait du Prince. Il doit être également anormal et imprévisible lors de la conclusion du contrat. Comme son effet est temporaire, il ne constitue pas un cas de force majeure qui entraînerait la fin du contrat. Il peut s'agir d'un aléa économique ou de l'intervention d'un tiers.
La théorie de l'imprévision s'oppose à la théorie des sujétions imprévues dans la mesure où elle prévoit une indemnisation partielle et non intégrale du cocontractant.

#### Jurisprudence
Dans le cas de l'arrêt Compagnie générale d'éclairage de Bordeaux, cette compagnie, concessionnaire de la Ville de Bordeaux pour l'éclairage public (à cette époque l'éclairage fonctionnait au gaz dit « de houille ») avait subi du fait de la guerre une augmentation du prix du charbon de plus de cinq fois, totalement imprévisible lors de la signature du contrat de concession.
Le Conseil d'État considéra que, bien que le concessionnaire dut normalement assumer les variations du prix des matières premières qui constituaient un aléa du traité de concession, ce quintuplement du prix du charbon était totalement imprévisible et extérieur à la volonté des parties. Il décida donc, d'une part, que la compagnie devait continuer à assurer l'exécution du service mais, d'autre part, qu'elle devait obtenir de la Ville de Bordeaux une indemnisation des conséquences de cette situation.
Depuis cet arrêt, la jurisprudence administrative a précisé cette théorie, qui ne saurait se résumer à l'indemnisation d'un simple manque à gagner, ni être confondu avec le fait du prince ou la stricte force majeure.

## En droit civil
La Cour de cassation française a dans un premier temps fermement rejeté toute possibilité pour le juge du fond de modifier les conventions au visa de l'article 1134 (renuméroté 1103) du Code civil qui dispose que « les conventions légalement formées tiennent lieu de loi à ceux qui les ont faites. Elles ne peuvent être révoquées que de leur consentement mutuel ou pour les causes que la loi autorise. Elles doivent être exécutées de bonne foi. » Cette position très ferme de la Cour de cassation est consacrée par l'arrêt du 6 mars 1876, Canal de Craponne : cette jurisprudence constante est restée appliquée pendant plus d’un siècle, alors même que l’ordre administratif avait admis la théorie de l’imprévision.
À partir des années 1990, la jurisprudence de la Cour de cassation ébrèche toutefois ce principe en reconnaissant, dans plusieurs cas précis, une obligation de renégociation d’une convention par l’une des parties au nom du principe selon lequel les conventions doivent être exécutées de bonne foi, sans pour autant admettre une modification ni une résolution par le juge d’une clause du contrat dans le cas d’un changement de circonstance. Un arrêt Soffimat de 2010 paraît toutefois marquer une inflexion significative, la Cour censurant une décision par laquelle le juge d’appel n’avait pas recherché si un changement profond et imprévisible de circonstances économiques aurait pu intervenir, et reconnaissant que celui-ci aurait été de nature à rendre contestable l’obligation du débiteur.
Le projet de réforme du droit des contrats du professeur Pierre Catala, élaboré au début de la décennie 2000, tient compte des évolutions de jurisprudence des années 1990. Les nouveaux articles projetés 1135-1 à 1135-3 introduisent la possibilité de s’engager à renégocier un contrat en cas de changement de circonstances économiques ou de saisir le juge du contrat pour ordonner ces renégociations, leur échec exempt de mauvaise foi ouvrant à chaque partie la possibilité de résilier sans frais mais à ses risques et périls le contrat. Ces dispositions projetées ne permettent toutefois pas au juge de corriger l’équilibre du contrat par une modification d’une clause (fixation d’une indemnisation) pour permettre sa poursuite comme le peut le juge administratif face à un contrat administratif.
La réforme du droit des contrats de 2016, inspirée de l’avant-projet Catala, marque un abandon complet de la jurisprudence Canal de Craponne, allant de ce fait bien au-delà de l’avant-projet et des évolutions de la jurisprudence de la Cour de cassation. Ainsi, le nouvel article 1195, tout en intégrant la possibilité pour une partie de demander une renégociation du contrat prévue par l’avant-projet Catala ou de la voir ordonnée par le juge, permet également au juge du contrat de prononcer sa modification pour en permettre la poursuite ou, à défaut, sa résolution. Cette procédure reste toutefois exceptionnelle : l’article 1195 n’a, en 2019, pas encore été mis en pratique par la Cour de cassation ; fin 2020, le juriste Xavier Delpech relevait : "Pas le moindre jugement n'a-à notre connaissance-été rendu en application de la théorie de l'imprévision."

### Prise en compte de la théorie de l’imprévision dans l’établissement de contrats
Désormais, il est constant[réf. nécessaire] d'insérer, tant dans les contrats administratifs que civils, des clauses d'indexation des prix, basées sur divers indices tels que l'indice de la construction et d'autre part des clauses de hardship, permettant la renégociation du contrat lorsque l'économie de celui-ci a été profondément bouleversée. Ces pratiques ont vocation à améliorer la sécurité économique du contrat, outil naturel de la sécurité juridique de la relation d'affaires.